# Pierre Paquin
Pierre Paquin (* 23. August 1979 in Neuilly-sur-Seine) ist ein ehemaliger französischer Skirennläufer.

## Karriere
Paquin ging bei FIS-Rennen erstmals im Dezember 1994 an den Start, Einsätze im Europacup folgten ab Januar 1998. Seine beste Platzierung dabei ist der dritte Platz im Indoorslalom von Landgraaf im November 2007.
Die ersten beiden Weltcuprennen fuhr der Franzose im Februar und März 2000, konnte aber beide Slaloms nicht beenden. Zum dritten Mal kam er erst im Dezember 2001 zum Einsatz, schaffte aber die Qualifikation für den zweiten Slalomdurchgang nicht. Daher ging er in den nächsten Jahren wieder ausschließlich im Europacup an den Start, wo er aber vor allem in den Saisonen 2002/03 und 2003/04 nur wenige Punkte gewann. Erst ab der Saison 2004/05 gelangen ihm wieder bessere Resultate.
Ab Dezember 2005 startet Paquin wieder regelmäßig im Weltcup und gewann im Januar 2006 in der Super-Kombination von Wengen mit Rang 26 seine ersten Weltcuppunkte. Am 30. November 2006 erzielte er in der Super-Kombination von Beaver Creek mit Rang elf sein vorerst bestes Weltcupergebnis. Nachdem er längere Zeit nur in der Super-Kombination punkten konnte, gelang es ihm im Dezember 2007 auf der Gran Risa in Alta Badia auch erstmals einen Spezialslalom im Ziel zu beenden und er belegte den zwölften Platz. Im Januar 2008 gelangen ihm auch in der Super-Kombination wieder drei gute Resultate. In Wengen belegte er Rang 19, in der klassischen Kombination von Kitzbühel erreichte er sogar Platz elf und in Chamonix kam er auf Rang 14. In seiner letzten Saison 2008/09 hatte er mit vielen Ausfällen zu kämpfen und erreichte nur zweimal die Punkteränge.
Paquins einzige Weltmeisterschaftsteilnahme war die Super-Kombination in Åre 2007, wo er aber aufgrund eines Torfehlers im Slalom disqualifiziert wurde.

## Erfolge

### Juniorenweltmeisterschaften
- Pra Loup 1999: 14. Slalom

### Weltcup
- 4 Platzierungen unter den besten 15

### Europacup
- 1 Podestplatz, weitere elfmal unter den besten zehn

### Weitere Erfolge
- Fünffacher Französischer Meister (Abfahrt 2007, Kombination 2005, Super-Kombination 2007 und 2008, Indoor-Slalom 2009)
- 6 Siege in FIS-Rennen (5× Slalom, 1× Riesenslalom)